# Kim Il-ong
Kim Il-ong (ur. 25 lipca 1971) – północnokoreański zapaśnik w stylu wolnym. Dwukrotny złoty medalista olimpijski z Barcelony 1992  i Atlanty 1996. Startował w kategorii 48 kg. Jak wszyscy sportowcy z tego kraju, uczestniczył tylko w wybranych zawodach, których nie zbojkotował rząd Korei Północnej.
Srebrny medalista mistrzostw świata w 1991. Najlepszy na mistrzostwach Azji w 1992, 1993 i 1996 roku.